# Bohumil Vojáček
Bohumil Vojáček (10. června 1857 v Lubnu u Nechanic – 3. dubna 1934 v Kyjevě) byl český kontrabasista.
Již od mládí byl velmi talentovaným dítětem a roku 1870 byl přijat na Pražskou konzervatoř do třídy Josefa Sládka. Po několikaletém působení v pražských orchestrech, se rozhodl odejít do Německa, kde celou řadu let hrál v předních orchestrech. Roku 1884 se rozhodl odejít natrvalo do Carského Ruska, kde se stal koncertním mistrem Velké opery v Kyjevě a později taktéž řádným profesorem na Kyjevské konzervatoři, která patřila k nejvyhledávanějším v celém tehdejším Rusku.

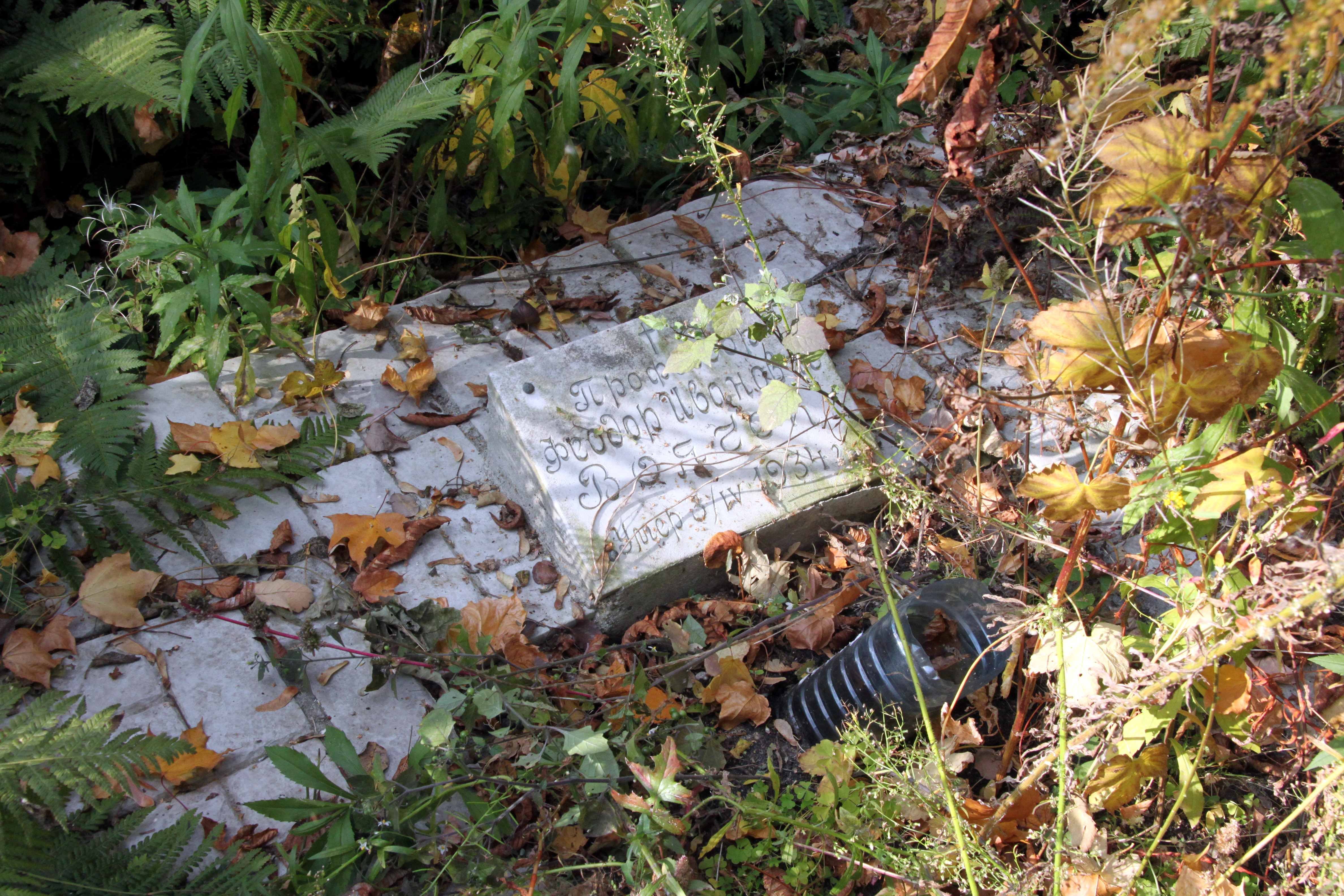
Hrob na Lukjanivském hřbitově v Kyjevě

V osobnosti Bohumila Vojáčka můžeme spatřit jednoho z nejvýznamnějších českých virtuózů na kontrabas 19. a první poloviny 20. století.